# Identidades trans en Ecuador
Las identidades trans en Ecuador, que abarcan a personas trans, transexuales, transgénero, travestis y no binarias, han experimentado una notable evolución en términos de visibilidad, reconocimiento y derechos a lo largo de los últimos siglos. Este proceso ha estado definido tanto por desafíos sociales, culturales y legales como por los avances alcanzados gracias al trabajo de activistas y organizaciones comprometidas con la defensa de sus derechos. Estos esfuerzos han resultado en significativas conquistas legales y sociales, fortaleciendo la visibilidad y la protección de esta población en el país.

## Historia
La historia de las personas trans en Ecuador abarca desde el periodo precolombino hasta la actualidad, mediante un proceso de transformación social, cultural y política en torno a las identidades de género. Esta historia está marcada por la resistencia, la adaptación y el reconocimiento progresivo de los derechos de las personas trans.

### Periodo precolombino

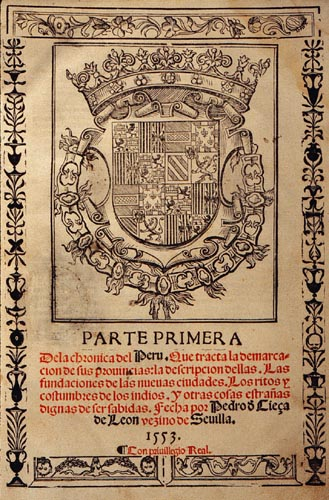
Cieza de León describió a los enchaquirados en su Crónica del Perú

El período precolombino en Ecuador es una época con una caracterización esotérica en la historia de las identidades trans en el país, especialmente en la región costera. En la era antes de la llegada de los colonizadores, existían figuras como los enchaquirados, personas que, como los actuales colectivos de mujeres trans, no encajaban en las normas de género tradicionales de la sociedad indígena. Los enchaquirados eran sirvientes transexuales del cacique Tumbalá, y desempeñaban roles tanto sexuales como religiosos, a menudo adornándose con joyas, lo que les otorgaba una identidad destacada dentro de su comunidad.

### Época colonial
Durante la época colonial en Ecuador, las expresiones de género y sexualidad fueron profundamente transformadas y reprimidas por la imposición de normas europeas, las cuales despojaron a las comunidades indígenas de sus prácticas ancestrales. Antes de la llegada de los colonizadores, existían diversas formas de identidad de género y sexualidad que no se ajustaban a las categorías binarias impuestas por el colonialismo. Esta violencia colonial no solo borró estas manifestaciones, sino que también instauró una visión rígida de género que perdura hasta la actualidad, constituyendo una de las bases de la transfobia que enfrentan las personas trans en el Ecuador contemporáneo.

### SigloXX

#### Décadas 1960-1970
En los años 1960 y 1970, la población trans, al igual que otros grupos LGBTQ+, enfrentó una sociedad profundamente machista y conservadora. La visibilidad de las personas trans era limitada y, en los pocos casos en que aparecían en la prensa, solían ser retratadas en secciones de prensa roja, que reforzaban estigmas y prejuicios. 
La falta de visibilidad de las personas LGBT en Ecuador estuvo marcada por la penalización de la homosexualidad, el machismo predominante y el rechazo hacia cualquier expresión considerada femenina en los hombres. Un ejemplo significativo fue el decreto del general Guillermo Rodríguez Lara durante su dictadura (1972-1976), que prohibió la tradición de las "viudas" del Año viejo; hombres que se disfrazaban con vestidos negros, velos y pelucas para pedir caridad para los monigotes de años viejos. Este acto, considerado como una ofensa a la moral pública, llevó incluso a la detención de participantes.
26 de noviembre de 1976, se realiza la primera cirugía de reasignación de sexo en la historia de Ecuador, aunque el hecho no se hizo público. La misma fue realizada en una clínica de Guayaquil a una mujer transgénero de nombre Sandra Inés Ortiz.
Durante la segunda mitad de los años 1970, la visibilidad de las personas LGBT en Ecuador aumentó y varias de ellas empezaron a organizar reuniones informales. En Quito, lugares como el Parque El Ejido y la Plaza Foch fueron puntos de encuentro para personas trans y otras identidades LGBTQ+, aunque estos espacios también se convirtieron en focos de acoso policial. En Guayaquil, zonas como la Avenida Nueve de Octubre eran frecuentadas por mujeres trans dedicadas al trabajo sexual, pero también eran escenario de violencia y redadas policiales.

#### Décadas 1980-1990
Durante las décadas de 1980 y 1990, las personas trans en Ecuador sufrieron persecución extrema y violenta represión policial, que incluyó extorsión, detenciones arbitrarias e indefinidas, tortura y ejecuciones extrajudiciales. Las detenciones se ensañaban especialmente con personas trans que ejercían el trabajo sexual callejero. En el contexto histórico de estas décadas, no se hacía una distinción clara entre homosexualidad, transexualidad y travestismo, y la transexualidad y el travestismo eran vistas socialmente como manifestaciones extremas de homosexuales afeminados, quienes, según esta percepción, elegían "vestirse de mujer" para saciar sus "perversiones fetichistas".

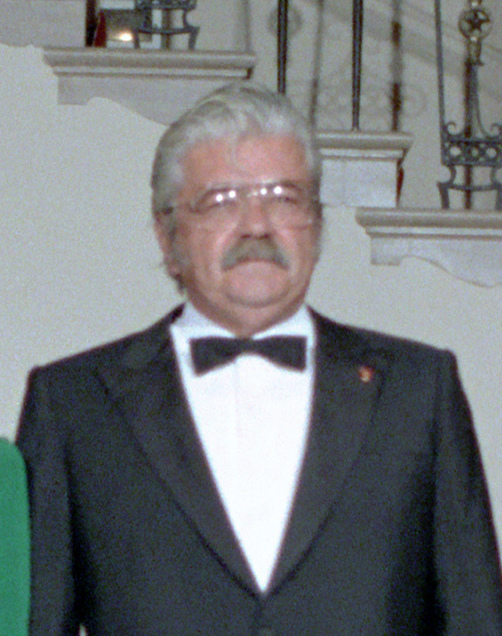
León Febres, creador de los Escuadrones volantes en 1986

Bajo el gobierno de León Febres Cordero (1984–1988) y el ministro Luis Robles Plaza, se implementó una política estatal para perseguir a la comunidad GLTBI en ciudades como Quito, Guayaquil y Cuenca, justificando estas acciones como medidas para proteger la "moralidad" y la "decencia pública". La homosexualidad estaba criminalizada, lo que facilitaba abusos sistemáticos como torturas y violencia sexual por parte de la policía, quienes también extorsionaban y humillaban a las víctimas.
La represión se intensificó con la creación de los Escuadrones volantes, grupos policiales encargados de reprimir a trabajadoras sexuales, personas LGBTQ+ y hombres con características consideradas "afeminadas". Las mujeres trans fueron particularmente vulnerables, enfrentando arrestos, torturas y abusos sexuales. Activistas y sobrevivientes relataron cómo eran forzadas a actos degradantes y sometidas a violaciones sistemáticas en centros de detención:

Los escuadrones volantes nos metían en el camión y nos llevaban al Centro de Detención Provisional CDP de Guayaquil. Allí ocurrían los atropellos más horribles que te puedas imaginar. Obligaban a las chicas travestis a servir sexualmente a los presos y a los policías, nos violaban, nos pegaban y si intentábamos reclamar nos amenazaban con dejarnos presas más tiempo. Muchas chicas trans aparecían muertas en la Perimetral con cortes, mutilaciones y nadie podía reclamar nada.

Los escuadrones volantes fueron desmantelados en 1988 por el presidente Rodrigo Borja, aunque la violencia y discriminación policial continuaron.

##### Identidad travesti
En las décadas de 1980 y 1990, los cuerpos travestis visibles en ciudades como Quito y Guayaquil desafiaban las normas morales dominantes y provocaban el rechazo de la burguesía. En estas décadas, el travestismo en Ecuador fue estigmatizado como una perversión fetichista, mientras la prensa sensacionalista difundía imágenes de las travestis como desviadas sexuales y enfermas. Sin embargo, en América Latina, lo travesti se convirtió en una forma de resistencia frente a estos discursos discriminatorios, apropiándose de la categoría y reinterpretándola desde las dinámicas sociales y culturales locales. Según Lohana Berkins, lo travesti en la región es un fenómeno complejo que refleja relaciones de privilegio y opresión específicas de cada contexto histórico, marcando una identidad que desafía normas de género y visibiliza diversas formas de subjetividad y política.
Según Purita Pelayo, líder travesti de la organización Coccinelle, estas personas enfrentaban una dura represión policial, siendo detenidas arbitrariamente sin motivo legal, simplemente por su identidad de género. Pelayo compara esta persecución con las redadas de la Gestapo en la Alemania nazi, generando un clima de constante miedo y zozobra. Sin embargo, en medio de este contexto opresivo, comenzaron a surgir redes de solidaridad entre las travestis, quienes se apoyaban mutuamente para liberar a sus compañeras detenidas, marcando el inicio de una acción colectiva basada en la indignación y el impulso de "hacer algo".
En Ecuador, las primeras movilizaciones travestis surgieron en Quito y Guayaquil, protagonizadas principalmente por trabajadoras sexuales.
Este ambiente represivo impulsó la creación de organizaciones dedicadas a la defensa de los derechos y la salud sexual, como la Sociedad Gay (SOGA) en Quito y Guayaquil, y la Fundación Ecuatoriana de Ayuda, Educación y Prevención del Sida. Sin embargo, las travestis sentían que el enfoque de estas agrupaciones no representaba plenamente sus necesidades y experiencias.
La resistencia travesti también encontró expresiones lúdicas y subversivas, como los reinados de belleza clandestinos en varias ciudades del país como Guayaquil, Quito y Cuenca. En uno de estos reinados surgió una revuelta que marcó un hito en la lucha travesti, impulsó una articulación más organizada de sus demandas y destacó su papel en la construcción de un movimiento trans en Ecuador.

##### Década de 1990
En la década de 1990, las identidades trans en Ecuador comenzaron a organizarse en torno a la visibilización y la lucha por sus derechos. La creación de Coccinelle en 1997 marcó el inicio de una nueva etapa en el activismo, con un enfoque en la despenalización de la homosexualidad y la denuncia de abusos policiales, como el violento operativo en un reinado travesti en Bar Abanicos en Cuenca, donde la policía irrumpió en el lugar deteniendo cerca de cien personas.
La ganadora del evento relata lo vivido:

En uno de los dos únicos bares que existía en aquel entonces en Cuenca, se realizó una elección para reina de la comunidad; yo concursé y gané. Mientras me premiaban con el reinado, el Intendente de Policía llegó para hacer una «batida»; solo al bar […]. El Intendente entró al bar y me pilló con la corona, el vestido, la banda y todo; entonces, me dijo a mí primero: ¡sal tú al carro! Al salir, me doy cuenta que me seguían atrás más de 60 chicos que estaban en el bar. Nos llevaron presos. En aquel entonces existía el CDP que eran unos cuartos nada más, uno de mujeres y otro de hombres. En ese cuarto estábamos más de 150 personas. Allí, los mismos delincuentes procedieron a violarme. Mientras eso sucedía, los policías se pusieron a vender preservativos a 5.000 sucres. El Intendente no me quería dar mi boleta de libertad y quería juzgarme él personalmente por como yo andaba vestido. […] Un amigo llamado Patricio Santa Cruz que ya había salido, viendo el infierno donde estaba yo, se fue directamente a la oficina de los Derechos Humanos y ellos inmediatamente fueron a la Intendencia; allí no les quisieron dar información. Como mi hermana estaba ahí, hablaron con ella y fueron a verme. Cuando el abogado de los derechos humanos se acerca a mi hermana al CDP, no dan explicaciones de nada; regresan a la Intendencia y les obligan a darle a mi hermana la boleta de libertad.

Este hecho impulsó movilizaciones que culminaron con la despenalización de la homosexualidad mediante la declaración de inconstitucionalidad del artículo 516 del Código Penal. El Tribunal Constitucional exigió recolectar mil firmas con número de cédula, un reto para los colectivos homosexuales por la exposición pública que implicaba. La participación de las travestis, especialmente integrantes de Coccinelle, fue clave al movilizar a la ciudadanía para respaldar la causa. El 27 de noviembre de 1997, el Tribunal declaró inconstitucional el artículo, basándose en el controvertido argumento de que la homosexualidad era una enfermedad y no un delito. Aunque reforzó la idea de anormalidad, esta decisión marcó un hito al liberar a la comunidad de la persecución penal.
Con la despenalización, surgió un cambio en la narrativa colectiva: las personas trans pasaron de ser vistas como delincuentes a considerarse ciudadanas con derechos. Este logro sentó las bases para avances legales como la inclusión de la no discriminación por orientación sexual en la Constitución de 1998 y la creación del Plan Nacional de Derechos Humanos en 1999, que incorporó un Plan Operativo de Diversidad Sexual.

### SigloXXI

#### Década de 2000
A partir del año 2000, Ecuador experimentó un notable desarrollo en la organización y politización de las poblaciones trans. Durante este período, principalmente entre el 2000 y el 2006, surgieron colectivos en diferentes ciudades con agendas diversas. En Quito se estableció el Proyecto Trvnsgén3ro y la Asociación Alfil; en Guayaquil, la Fundación Jem Rodríguez. En otras regiones, como la provincia de Santa Elena, nació la Fundación de Transgéneros Peninsulares, mientras que en Manta se creó la Agrupación Luchando por la Vida; también surgieron iniciativas en Machala, Portoviejo, Santo Domingo y Esmeraldas. Estas organizaciones reflejaron la expansión del concepto trans, adoptado como una identidad estratégica para abarcar experiencias que cuestionaban las nociones tradicionales de género, cuerpo y sexualidad.
El término trans llegó a Ecuador a través de influencias de movimientos norteamericanos que, desde la década de 1990, promovieron el concepto de "transgénero" como un paraguas inclusivo. Este proceso incluyó la formación de activistas y agrupaciones locales. Inicialmente, muchas personas desconocían el significado de "trans", lo que llevó a talleres y capacitaciones donde se aclararon las diferencias entre categorías como "transgénero" y "travesti". A través de estas actividades, las comunidades comenzaron a construir una identidad más clara y politizada. El proceso también reveló tensiones. La introducción de categorías globales a veces invisibilizó las expresiones vernáculas del género y generó debates sobre la imposición de términos externos. Colectivos como el Proyecto Trvnsgén3ro buscaron reivindicar términos locales, como "macha" y "hembro", que reflejaban las particularidades de las comunidades ecuatorianas.
En la Costa ecuatoriana, la adopción de lo trans encontró resonancia en tradiciones culturales prehispánicas, como la figura de "los enchaquirados". En Quito y Guayaquil, las identidades trans se transformaron en herramientas políticas para exigir el reconocimiento de derechos. En áreas rurales, estas identidades tomaron matices distintos, ligados a las realidades locales.

#### Revolución ciudadana (2007-2017)
En este periodo, el movimiento trans en Ecuador se desarrolló en el contexto político y social de la Revolución Ciudadana, iniciada en 2007 bajo el liderazgo de Rafael Correa. El gobierno de Correa, presentó tanto oportunidades como desafíos para los activismos LGBTI+. En 2007, se aprobó un referéndum para una nueva Constitución, que fue ratificada en 2008 con un 64% de apoyo. A pesar de que la agenda LGBTI+ no fue homogénea, el activismo trans liderado por colectivos como Alfil, Red Trans de El Oro, FUTPEN y Silueta X luchó por la inclusión de la identidad de género como un derecho fundamental en la nueva Constitución.

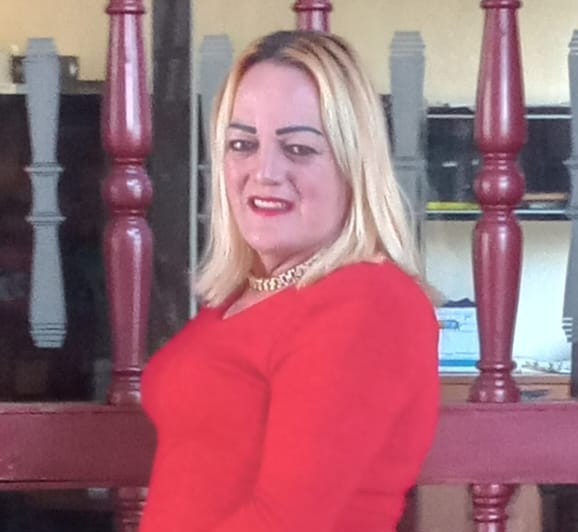
Estrella Estévez, fundadora de la Asociación Coccille

Un hito clave fue la demanda presentada por el Proyecto Trvnsgén3ro al Registro Civil en 2007, que resultó en un precedente favorable para que las personas trans pudieran obtener cédulas de identidad conforme a su identidad de género. En 2009, la activista Estrella Estévez logró que se reconociera legalmente su identidad femenina en su cédula, lo que, aunque no estableció un precedente vinculante, marcó un avance significativo.
Desde el 2010, el movimiento trans se centró en temas clave como la igualdad, la no discriminación y el derecho a la identidad de género. Se abogó por la inclusión de estos derechos en la Constitución, específicamente en el artículo 11 sobre la igualdad y no discriminación, y el artículo 21 sobre la libertad estética. Además, se promovió la aprobación de legislación penal que sancionara los crímenes de odio por orientación sexual e identidad de género. Sin embargo, la implementación de estas leyes enfrentó obstáculos, especialmente en áreas como la salud, la educación y el trabajo.
En 2013, el Proyecto Trvnsgén3ro presentó una propuesta de reforma a la Ley del Registro Civil para que el género, en lugar del sexo, fuera la categoría registrada en las cédulas de ciudadanía. A pesar del apoyo de diversos sectores, el gobierno se opuso a la propuesta, lanzando una campaña contra lo que denominaba "ideología de género". El presidente Correa rechazó la idea de reconocer el género como una categoría universal, defendiendo una visión biológica y "natural" del sexo, lo que generó tensiones dentro del movimiento LGBTI+.
En 2014, Ecuador se convirtió en uno de los primeros países de América Latina en permitir el cambio de género en documentos de identidad sin requerir cirugías ni tratamientos médicos. Este avance fue el resultado de una intensa movilización del movimiento trans, que incluyó campañas de sensibilización y presión ante las autoridades.
A pesar de los obstáculos, el movimiento trans logró avances significativos, como la creación de la Federación Ecuatoriana de Organizaciones LGBTI en 2015, liderada por Diane Rodríguez. Sin embargo, la Ley Orgánica de Gestión de la Identidad y Datos Civiles de 2015, aunque permitía el cambio de sexo por género en la cédula, mantuvo el sexo como una categoría biológica obligatoria, lo que frustró la aspiración de un reconocimiento pleno del género como categoría universal.
Entre 2007 y 2017, el movimiento trans en Ecuador enfrentó una lucha constante por el reconocimiento de sus derechos. A pesar de las tensiones internas, las diferencias ideológicas y las limitaciones del marco jurídico, activistas trans continuaron luchando por una inclusión plena y el respeto a sus identidades. Trabajaron tanto a nivel urbano como en comunidades rurales, y fortalecieron el transfeminismo, uniendo a mujeres trans con otros colectivos excluidos, como trabajadoras sexuales y otras poblaciones marginalizadas.

#### Década de 2020

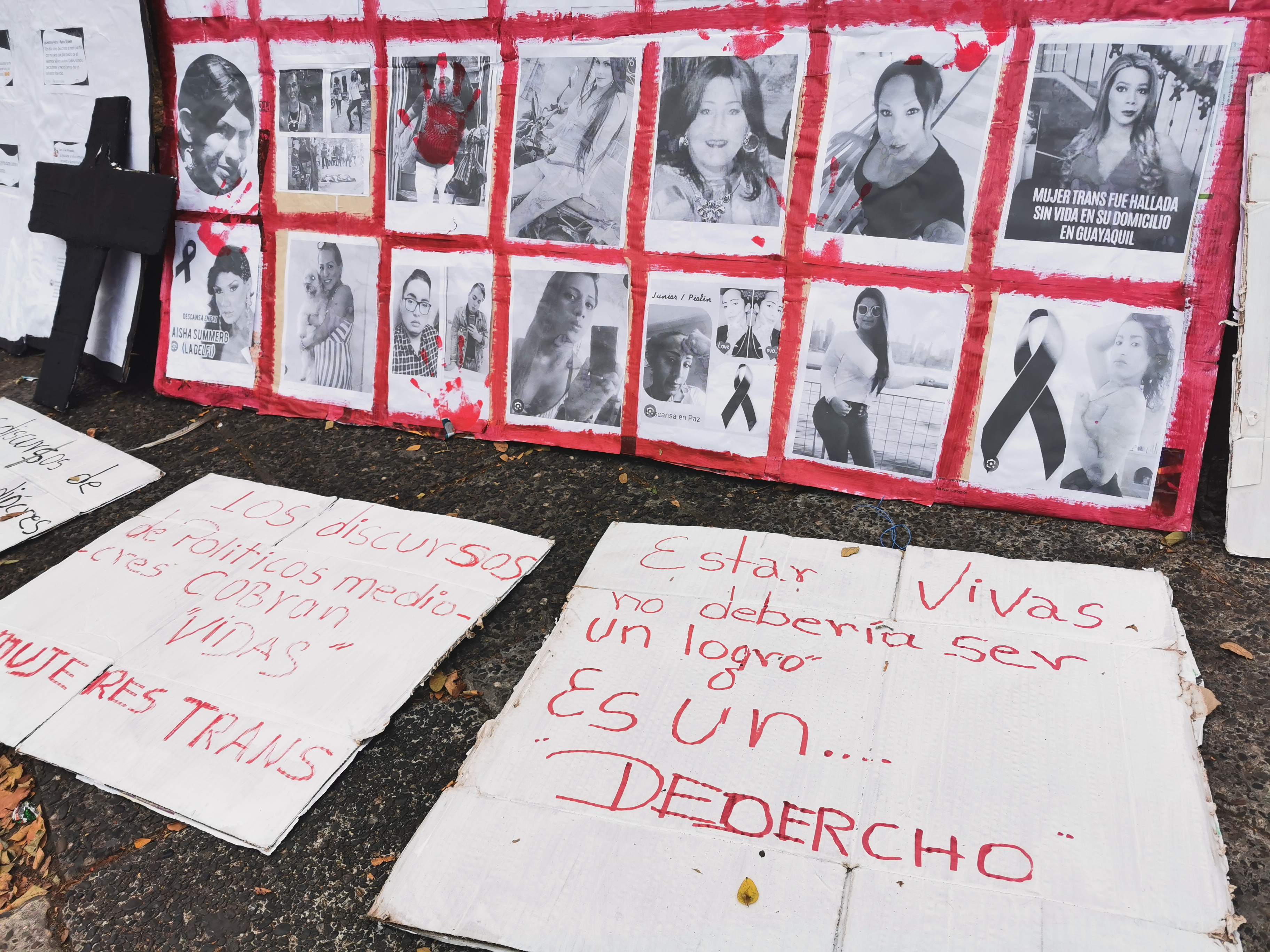
Marcha trans que se desarrolló el 20 de noviembre de 2023 en Guayaquil, convocada por fundación Vivir Libre. La marcha tiene como objetivo rechazar la violencia transfóbica en Ecuador.

El 25 de enero de 2024, la Asamblea Nacional de Ecuador aprobó, en una votación final, una reforma a la ley de gestión de identidad y registro civil. Esta modificación legalizó el cambio de sexo o género en documentos de identidad para personas trans sin la necesidad de presentar certificados médicos o testigos, eliminando los requisitos previos que imponía la ley. El proyecto de ley había sido aprobado en una primera votación el 12 de diciembre de 2023.

## Cultura

### Cine
Las primeras representaciones en el cine ecuatoriano abordaron temas trans con enfoques controvertidos y, en ocasiones, cargados de prejuicios. Un ejemplo temprano es el mediometraje Maldita sea (2002), dirigido por Adolfo Macías Huerta, que narraba la historia de un joven travesti víctima de una violación grupal. La temática del filme generó controversia y llevó a su censura.
En 2006, la película Désatame, de Christian Fuentes, incluyó a figuras reconocidas de la escena LGBT, como Rudy Arana, una de las primeras exponentes del transformismo en Guayaquil.
En 2008, estrenó el documental A imagen y semejanza (2008), de Diana Varas, que presentó los testimonios de cuatro personas transgénero. Y al año siguiente se estrenó el largometraje Simón el gran varón, de Bárbara Morán, centrado en la vida un joven homosexual travesti.
En 2021 se estrena La playa de los enchaquirados, dirigida por Iván Mora Manzano, retrató la vida de Vicky, una mujer transgénero pescadora de la comunidad costera de Engabao, destacándose por su presentación en el Festival de Cine de Phoenix.

### Literatura

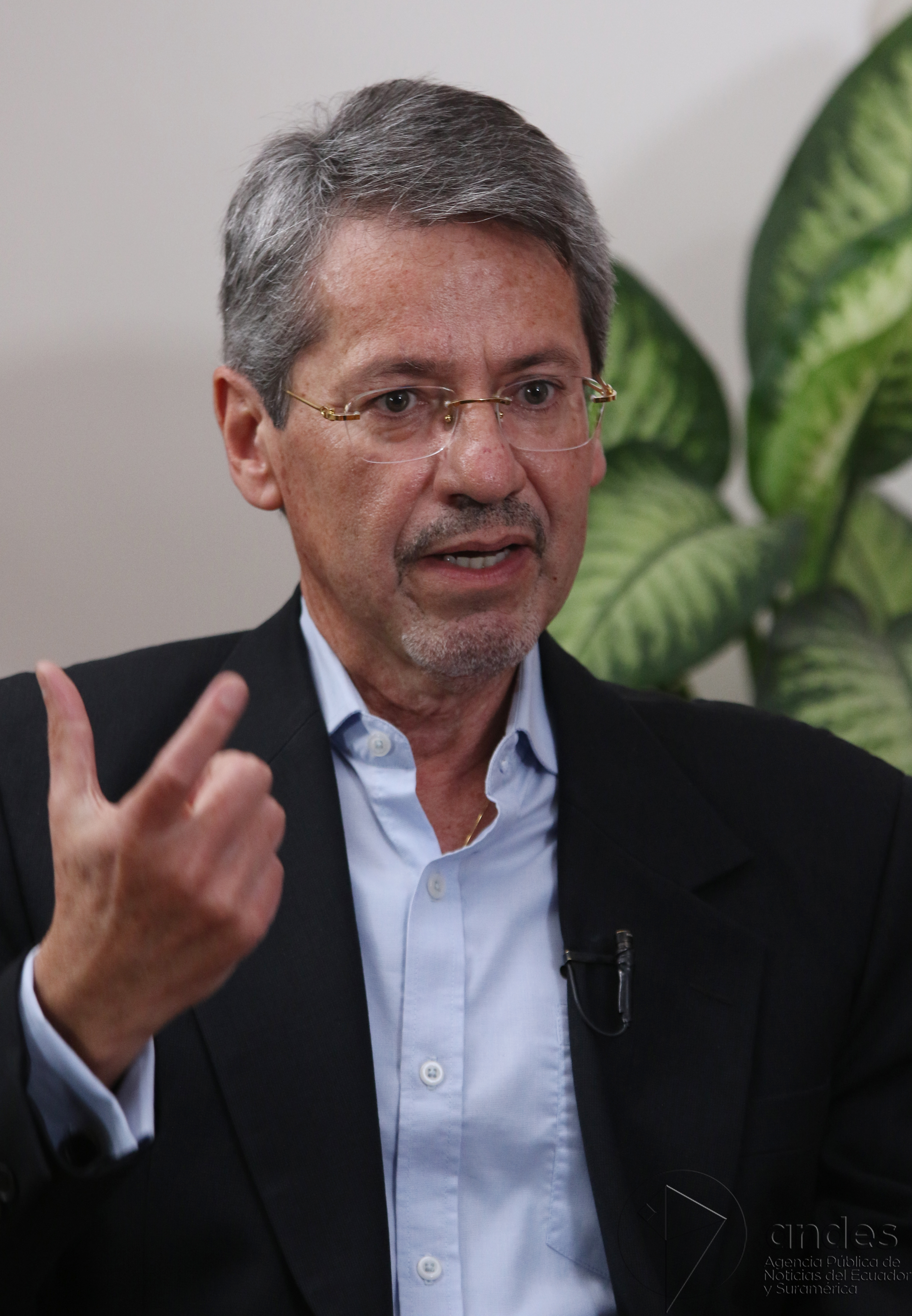
Raúl Vallejo en 2016

En la literatura ecuatoriana, la representación de personajes transgénero comenzó a tomar forma en la segunda mitad del siglo XX. Raúl Vallejo emergió como una figura clave al explorar la diversidad sexual con madurez y sensibilidad. 
En el siglo XXI, relatos como La niña Tulita (2009), de Juan Carlos Cucalón, narraron historias positivas sobre mujeres trans, mientras que Vallejo destacó nuevamente en 2018 al ganar el Premio de Novela Corta Miguel Donoso Pareja con Gabriel(a), que cuenta la historia de una mujer transgénero enfrentándose a una sociedad discriminatoria.
El cómic también ha sido un medio de expresión para la comunidad trans en Ecuador. En 2009, la Corporación Kimirina lanzó Víctor Victoria, un cómic con una protagonista transgénero que abordaba distintos aspectos de su vida. La serie contó con siete números y mil ejemplares por edición, siendo apoyada por la Fundación Schorer y la Asociación Silueta X.

### Televisión
En televisión, las primeras representaciones trans datan de principios de los años 2000 con la actriz Rudy Arana, quien inició su carrera en el programa Archivos del destino. Posteriormente, participó en De la vida real y en Mostro de Amor (2010). En la década de 2010, Doménica Menessini apareció en el reality Baila la noche (2013) y continuó en 2023 en el programa Soy el mejor. Ese mismo año, Nathalia Espinoza, modelo transgénero, ingresó al reality Desafío a la fama.

## Estatus legal

### Reconocimiento Legal de Género
Desde 2016, las personas trans pueden modificar su marcador de género en los registros civiles a través de un procedimiento basado en la autodeterminación, sin requerir cirugía ni diagnóstico médico. En 2024, se reforzó este derecho mediante una reforma que simplifica el cambio de nombre y marcador de género en documentos oficiales, reafirmando la autopercepción como el criterio principal. Sin embargo, no existe actualmente un reconocimiento legal para identidades no binarias.

### Protección contra la Discriminación
Ecuador protege la identidad de género en su Constitución desde 2008, prohibiendo la discriminación en diversos ámbitos. El Código Penal sanciona los actos de odio e incitación a la violencia por identidad de género, aunque no abarca áreas como bienes, servicios, salud, educación o vivienda, donde persiste la discriminación sin sanciones claras.
En 2009, el Código Penal incluyó la prohibición de incitar al odio por "identidad sexual", reemplazada en 2014 por "identidad de género" en el artículo 176. La Ley Orgánica de Comunicación de 2013 prohíbe contenidos mediáticos que fomenten discriminación o violencia por identidad de género en sus artículos 61 y 62.

## Estadísticas

### Generalidades y condiciones de vida
En 2012, el Instituto Nacional de Estadística y Censos y el Consejo Nacional para la Igualdad de Género, realizó un estudio llamado «Estudio sobre Condiciones de Vida, Inclusión Social y Cumplimiento de Derechos Humanos de la Población LGBTI en el Ecuador», donde reveló que el 95.4% de las personas trans encuestadas han vivido alguna forma de discriminación, exclusión o violencia en diferentes ámbitos de sus vidas.
Un estudio del 2017, realizado por el Consejo Nacional para la Igualdad de Género sobre la situación de las personas trans en Ecuador, detalla las barreras y desafíos que enfrentan en su vida cotidiana marcados por la discriminación y exclusión en diversos ámbitos sociales. La transfobia es un fenómeno generalizado que afecta negativamente el acceso a derechos básicos como educación, salud, empleo y justicia. A pesar de avances legales como el reconocimiento de la identidad de género en la Constitución de 2008 persisten limitaciones en la implementación de estos derechos en la práctica diaria especialmente debido a la falta de armonización de leyes secundarias como la del Registro Civil. El rechazo y la violencia se manifiestan desde el ámbito familiar considerado el primer espacio donde las personas trans experimentan exclusión. Esta situación se extiende al sistema educativo, que no siempre garantiza un entorno seguro y libre de discriminación. Asimismo, las barreras en el acceso a servicios de salud son significativas, especialmente para quienes buscan atención especializada relacionada con la transición de género. En el ámbito laboral, la exclusión empuja a muchas personas trans hacia trabajos informales y precarios, mientras que la violencia y los delitos de odio son una constante preocupación en los espacios públicos y privados.
En Ecuador, la población trans forma parte de la comunidad LGBTI+ y representa una proporción significativa de esta. De acuerdo con los datos arrojados por el Censo de Población y Vivienda de 2022, 270.970 personas mayores de 18 años se identifican como parte de la población LGBTI+, lo que constituye el 2.4% de la población total del país. De esa cifra, 110.519 personas se identifican como personas trans, lo que equivale a aproximadamente el 40.8% de la población LGBTI+ en el país.

### Por identidad

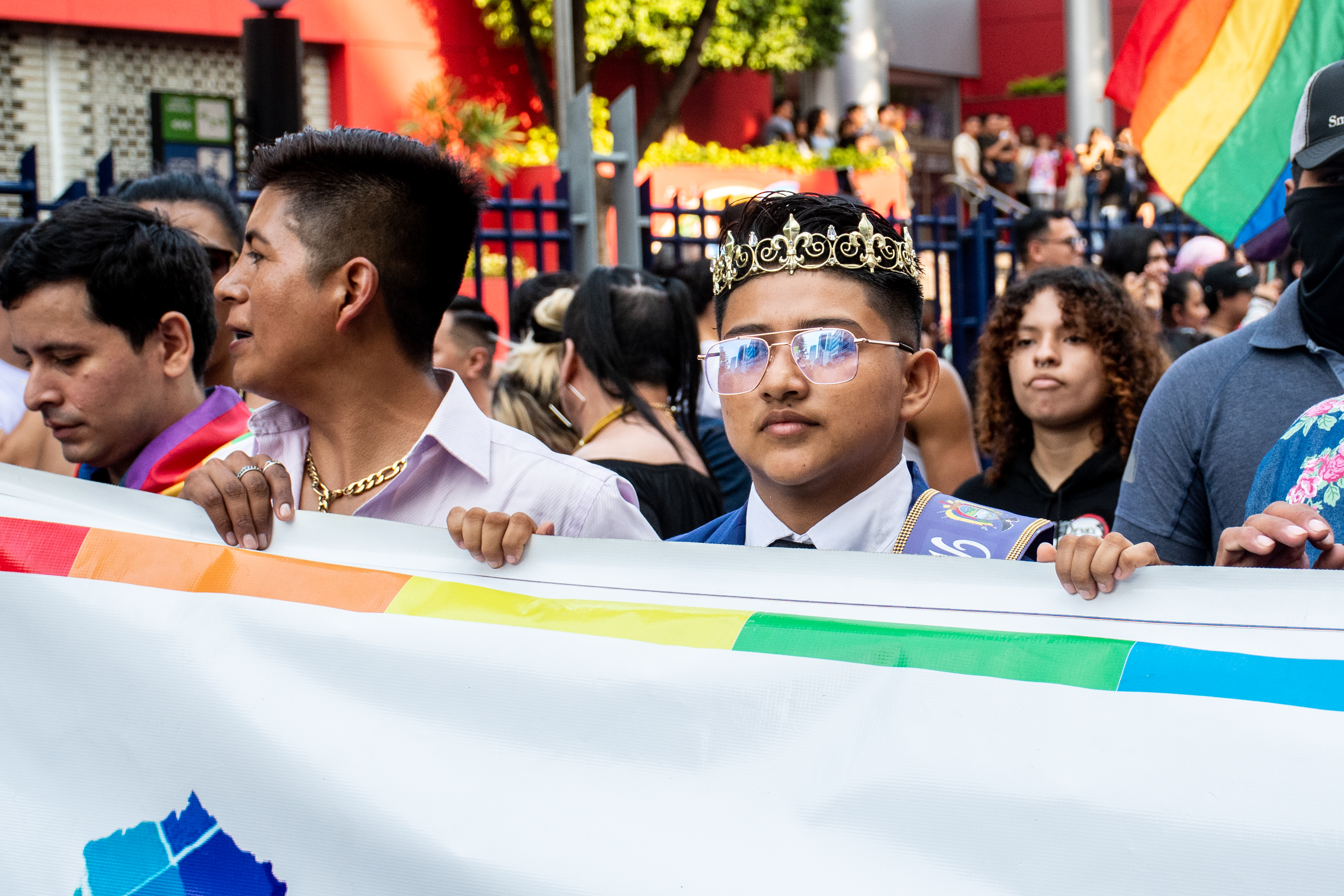
Gabriel Suárez, mister trans comunidad LGBT 2024, encabezando en la marcha del orgullo de Guayaquil en 2024

Dentro de este grupo, la mayoría se identifica como transmasculina, con un 58.3%, mientras que el 40.1% se identifica como transfemenina, y un 1.6% se identifica como personas no binarias.
- En lo que respecta a la población trans masculina, en términos de condiciones de vida, el 60,5% de la población tiene vivienda propia, mientras que el 40,5% vive en condiciones de pobreza por necesidades básicas insatisfechas (NBI). En cuanto a la educación, la tasa de analfabetismo es del 5,4%, y la población tiene un promedio de 10,52 años de escolaridad. A su vez, el mayor nivel de instrucción de esta población es la escolar básica con un 40%. En el ámbito laboral, el 51,32% de la población está afiliada a la seguridad social, y el sector de servicios y vendedores es el que más empleos genera, con un 47,8% de la población ocupada en esta área. El estado conyugal mayoritario de la población trans masculina de Ecuador es casado, con un 32,2%. La autoidentificación étnica muestra que el 76,6% de la población se identifica como mestiza.[31]

- Con respecto a las identidades trans femeninas, el 42,9% de ellas se emplea en el sector de servicios, mientras que el 37,9% vive en condiciones de pobreza según las necesidades básicas insatisfechas (NBI). La tasa de analfabetismo entre esta población es del 4,1%, la mayoría con instrucción básica en un 36,1%. Además, se observa una diversidad en la autoidentificación étnica, con un 77,5% identificándose como mestizas, una edad promedio de 42 años y un estado conyugal mayoritario de 40,5% como soltero/a.[31]

- En tanto la población de personas no binaries, la edad promedio es de 33 años. En términos de educación, presenta un alto nivel educativo en tanto que un 42,2% alcanzó el nivel superior, y la tasa de analfabetismo es especialmente baja (2,1%). Predomina la autoidentificación étnica mestiza (77,0%). En el ámbito laboral, el grupo de ocupación mayoritario de esta población es del rubro de profesionales de ciencia e intelectuales con un 25,4%, por otro lado, el 62,5% trabaja en servicios, y el 25,4% ocupa puestos elementales. En cuanto a vivienda, un 48,2% posee su hogar, y el 25,1% vive en pobreza según necesidades básicas insatisfechas (NBI). En estado civil, un 65,3% se identifica en soltería. Solo un 51,53% está afiliado a la seguridad social. Finalmente, el 27,5% no vive en su lugar de nacimiento.[31]